# Randugading
Randugading is een bestuurslaag in het regentschap Malang van de provincie Oost-Java, Indonesië. Randugading telt 4539 inwoners (volkstelling 2010).